# Lamar S. Smith
Lamar Seeligson Smith (19 de novembro de 1947) é um político e advogado dos Estados Unidos, é representante do estado americano do Texas desde 1987. Ele é o autor do SOPA, Stop Online Piracy Act.

## Início de vida, educação e carreira
Smith nasceu em San Antonio no Texas, e é filho de Eloise Keith e Jamal Donald Willing. Ele é primo de primeiro grau do magnata do ramo do petróleo Arthur A. Seeligson, Jr. Ele se formou na Escola Episcopal do Texas (1965), mais tarde estudou na Yale University (1969) e na Southern Methodist University Law School (1975).
Em 1969, ele foi contratado como estagiário pela Small Business Administration, em Washington, DC. Em 1970 ele trabalhou no The Christian Science Monitor. Mais tarde, fez seu consultório particular em San Antonio.

## Representante estadual
Em 1978, foi eleito presidente do Partido Republicano no Condado de Bexar. Em 1980, Smith foi eleito para a Câmara dos Representantes do Texas. Durante o mandato, foi membro do Comitê de Recursos Energético.

## Câmara dos representantes

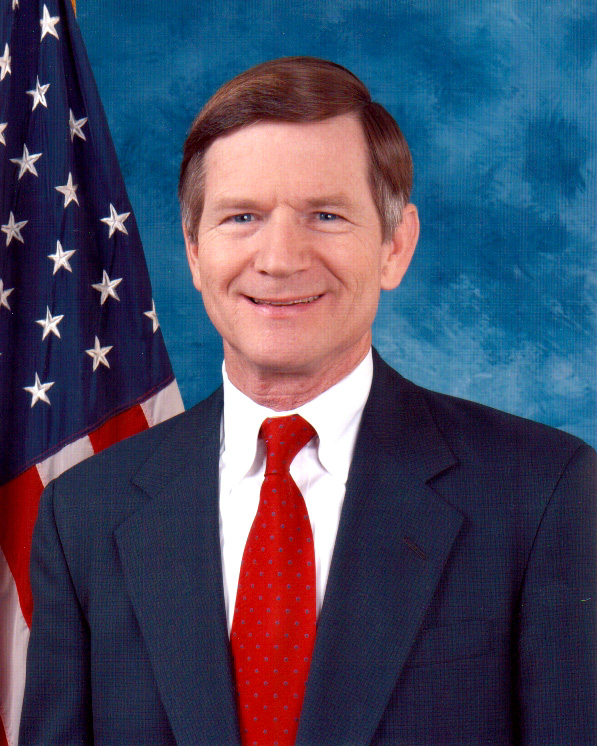
Lamar Smith em 2007.

### Eleições
1986
Em 1986, o congressista Tom Loeffler decidiu concorrer a governador do Texas. Smith venceu a primária com 31% dos votos derrotando seis candidatos. No segundo turno da primária, venceu Van Archer com 54% dos votos. Ele venceu a eleição geral, com 61% dos votos.
1988–2002
Durante este período, ele não foi reeleito com menos de 73% dos votos.
2004
O distrito de Smith foi significativamente alterado em 2003. Apesar de ter perdido a maior parte do 23º Distrito, ele pegou uma parcela significativa de Austin, incluindo a área em torno da Universidade do Texas, uma região tradicional. Smith venceu a reeleição com 62% dos votos, percentual mais baixo desde 1986.
2006
Em 2006, a Suprema Corte dos Estados Unidos rejeitou o 23º Distrito na Liga dos Cidadãos Unidos da América Latina, alegando que violava os direitos dos eleitores latinos. O 23º distrito é o maior distrito do país (sem contar os distritos at-large). Devido ao seu tamanho, quase todos os distritos de El Paso á San Antonio tiveram mudanças. O distrito recuperou a maior parte do Condado de Hill, mas manteve uma grande porção de Austin, incluindo a área em torno da Universidade do Texas.
Em novembro de 2006, o Conselho Legislativo do Texas  levantou que quase dois terços dos eleitores do 21º Distrito votam para candidatos republicanos. Em novembro de 2006 na eleição geral, Smith enfrentou seis candidatos. Ele derrotou os democratas John Courage e Gene Kelly com 60%, contra de Courage 24% e 9% de Kelly. Este foi o menor percentual eleitoral de sua carreira.
2008
Ele enfrentou um candidato, o libertário James Arthur Strohm, e derrotou-o com 80% dos votos.
2010
Ele enfrentou dois candidatos, o candidato democrata Lainey Melnick e o libertário candidato James Arthur Strohm, e ganhou com 69% dos votos.

### Posições políticas
SOPA
Smith é o autor do projeto de lei SOPA, uma controverso projeto de lei que é contra a violação de direitos autorais e outras actividades ilegais na Internet. Em janeiro de 2012, o próprio site de Smith tinha infringido os direitos autorais, razão pela qual a Forbes o descreveu como "hipócrita".

### Comitês atribuídos
- Comissão de Segurança Interna
- Comissão do Poder Judiciário (presidente)
- Comissão de Ciência, Espaço e Tecnologia
- Comitê de Estudos Republicano
- Tea Party Caucus